# Paul Barras
Paul François Jean Nicolas, vizconde de Barras (30 de junio de 1755- 29 de enero de 1829) fue un revolucionario francés y principal líder político del Directorio entre 1795 y 1799.
Proveniente de una familia de la pequeña aristocracia, nació en Fox-Amphoux, en el actual departamento de Var. A los dieciséis años entró en el regimiento de Languedoc y fue embarcado a la India en 1776. Después de un viaje aventurero, alcanzó Pondicherry y participó en la defensa de aquella ciudad, que acabó en una capitulación frente a los británicos el 18 de octubre de 1778. Tras la liberación de la guarnición, Barras volvió a Francia. Después de participar en una segunda expedición a las Indias Orientales en 1782- 1783, abandonó el ejército y ocupó los años siguientes en complacer frivolidades agradables a su clase y su naturaleza.
Al estallar la Revolución francesa en 1789, apoyó la causa democrática y se convirtió en uno de los administradores del departamento de Var. En junio de 1792, tomó su puesto en el alto tribunal nacional en Orleans; más tarde, en aquel año, al estallar la guerra con el Reino de Cerdeña, se convirtió en el comisionado del ejército francés en Italia y entró en la Convención Nacional como diputado por el departamento de Var. 
En enero de 1793 votó a favor de la muerte de Luis XVI. La mayor parte de su tiempo, sin embargo, fue empleado en misiones en los distritos del sudeste de Francia, y de este modo conoció a Napoleón Bonaparte en el sitio de Tolón. 
En 1794, Barras apoyo a la facción que pretendía derrocar a Robespierre y sus hombres, concluyendo con éxito en el golpe de Estado de termidor (27 de julio de 1794). Al año siguiente, cuando la Convención se sintió amenazada por las Guardias Nacionales descontentas de París, designó a Barras para comandar las tropas destinadas a su defensa. Nombró a Bonaparte para encargarse de la defensa, lo que condujo a la adopción de medidas vigorosas, que aseguraron la dispersión de los monárquicos y descontentos en las calles cerca de las Tullerías, el 13 de vendimiario (5 de octubre de 1795). Con esto, Barras se convirtió en uno de los cinco directores que controlaron al ejecutivo de la República francesa.
Debido a sus relaciones íntimas con Josefina de Beauharnais, Barras ayudó a facilitar el matrimonio entre ella y Bonaparte. Los logros de Bonaparte dieron al Directorio una estabilidad que de otra forma no habría disfrutado, y cuando en el verano 1797 los monárquicos y la oposición constitucional otra vez juntaron fuerzas, Bonaparte envió al general Augereau, un testarudo Jacobino, a reprimir enérgicamente aquel movimiento conocido como el golpe de Estado del 18 de fructidor (4 de septiembre de 1797). 
Su inmoralidad tanto en la vida pública como en privada era notoria y se convirtió en una de las causas de la caída del Directorio y con ello de la primera República Francesa. Bonaparte no tuvo ninguna dificultad en derrocar al Directorio tras el golpe de Estado del 18 de brumario (9 de noviembre de 1799). 
Fue abandonado por los tres Cónsules que tomaron el lugar de los cinco Directores y con ello su carrera política llegó a su final. Había acumulado una enorme fortuna que le permitió vivir con holgura. A pesar de declararse monárquico desde 1815, siguió siendo sospechoso para los Borbones. 
Paul Barras murió en París el 29 de enero de 1829 y fue enterrado en el cementerio del Père-Lachaise en París.